# Ceresium olidum
Ceresium olidum là một loài bọ cánh cứng trong họ Cerambycidae.